# Magnus Claesson
Lars Magnus Claesson, född i april 1949, är en svensk finansman.
Magnus Claesson utbildade sig till jurist. Han är son till Kalmarbyggmästaren Edvin Claesson och bror till Johan Claesson.
Han äger tillsammans med brodern Johan Claesson Claesson & Anderzén AB, moderföretag i CA-koncernen och är styrelseledamot i CA Fastigheter AB. Han bor  i Crans-Montana i Schweiz.